# اشتولن (باواریا)
اشتولن (باواریا) (به آلمانی: Stulln) یک شهر در آلمان است که در بایرن واقع شده‌است.

## خصوصیات
اشتولن ۱۵٫۵۲ کیلومترمربع مساحت دارد ۳۷۷ متر بالاتر از سطح دریا واقع شده‌است.